# من تابه‌حال هرگز

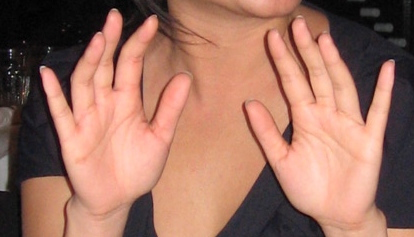
ده انگشت، یک سرگرمی با نام من تابه‌حال هرگز

«من تابه‌حال هرگز» (انگلیسی: Never have I ever)، همچنین به‌عنوان من هرگز... (به انگلیسی: I've never...) یا ده انگشت (به انگلیسی: ten fingers) نیز شناخته می‌شود، یک بازی آشامیدنی است که در آن بازیکنان به نوبت از سایر بازیکنان درمورد کارهایی که انجام نداده‌اند می‌پرسند و سایر بازیکنانی که آن کار را انجام داده اند با نوشیدن یک نوشیدنی پاسخ می دهند. نسخه‌ای از این بازی که نیازی به نوشیدن ندارد، معمولاً توسط کودکان و نوجوانان زیر سن قانونی بازی می‌شود و به جای نوشیدن، بازیکنان در انگشتان خود امتیاز می شمارند.